# 尼康FM3A
尼康 FM3A（Nikon FM3A）是日本尼康公司於2001年2月5日推出的傳統單鏡反光相機，以尼康 FM2為藍本，配備了世界上第一個不用電池也能全範圍正常工作的混合式快門。

## 規格
| 曝光模式           | 光圈先決 [A] 和手動曝光 [M]                                                                                                   |
| 快門速度           | 縱走式金屬焦平快門；A 模式： 速度 8 至 1/4,000 秒，電子無階段控制（顯示由 1 至 1/4000），手動：B 鈕，1 至 1/4000 秒，機械控制 |
| 曝光測計           | TTL 偏重中央，全開光圈曝光測光系統；使用 ISO 100，50mm f/1.4 鏡頭時，EV 1 - EV 18                                             |
| 電源               | 2 枚1.55V SR44 氧化銀電池，2 枚 1.5V LR44 鹼性電池或 1 枚 3V CR-1/3N 鋰電池                                                   |
| 機身顏色           | 銀色和黑色 |
| 體積               | 約 142.5 x 90 x 58 毫米 |
| 重量（只包括電池） | 約 570 克（連電池計） |

## 參看
- 尼康 FM2

## 外部連結
- Nikon FM3A

1. ↑  中国摄影家. . 中国摄影家. 2001, (4): 54-55. ISSN 1003-7233.
2. ↑  翟继栋. . 照相机. 2002, (4): 17. ISSN 1009-2250.